# Nuchequula
Nuchequula is een geslacht van straalvinnige vissen uit de familie van ponyvissen (Leiognathidae).

## Soorten
- Nuchequula blochii (Valenciennes, 1835)
- Nuchequula flavaxilla Kimura, Kimura & Ikejima, 2008
- Nuchequula gerreoides (Bleeker, 1851)
- Nuchequula glenysae Kimura, Kimura & Ikejima, 2008
- Nuchequula longicornis Kimura, Kimura & Ikejima, 2008
- Nuchequula mannusella Chakrabarty & Sparks, 2007
- Nuchequula nuchalis (Temminck & Schlegel, 1845)